# Brendan O'Brien (roteirista)
Brendan O'Brien é um roteirista e produtor de cinema estadunidense, mais conhecido por escrever o filme Vizinhos (2014) junto com Andrew J. Cohen.

## Início de vida e educação
O'Brien e seu amigo roteirista e diretor Andrew J. Cohen nasceram e cresceram em Scarsdale, Nova Iorque, e ambos estudaram na Scarsdale Middle School, onde se tornaram amigos na sexta série. O'Brien se formou na Universidade de Georgetown.

## Carreira
Em 2014, O'Brien coescreveu o roteiro do filme de comédia Vizinhos junto com Cohen, estrelado por Zac Efron e Seth Rogen. O filme foi dirigido por Nicholas Stoller e lançado em 9 de maio de 2014.
O'Brien e Cohen também coescreveram os roteiros de dois filmes de 2016, Vizinhos 2 e Os Caça-Noivas.
O'Brien e Cohen também coescreveram a comédia de 2017, A Casa Caiu: Um Cassino na Vizinhança. Cohen fez sua estreia na direção com o filme. 
O'Brien escreveu o roteiro de As Tartarugas Ninja: Caos Mutante, com direção de Jeff Rowe e Kyler Spears.  O filme será lançado em 4 de agosto de 2023 nos Estados Unidos.

## Vida pessoal
O'Brien é casado com Amanda Headrick. Eles têm dois meninos, Gabriel e Jack.

## Filmografia

### Como roteirista
- Vizinhos (2014), também produtor executivo
- Vizinhos 2 (2016), também produtor executivo
- Os Caça-Noivas (2016), também produtor executivo
- A Casa Caiu: Um Cassino na Vizinhança (2017), também produtor
- As Tartarugas Ninja: Caos Mutante (2023)

### Como produtor
Tá Rindo do Quê? (2009)
Acting with James Franco (2009)
American Storage (2014)
Our House (2019)